# Julio López Blanco
Julio Jaime López Blanco (Osorno, 27 de abril de 1942) es un periodista chileno, conocido por su colaboración con la dictadura militar del general Augusto Pinochet.

## Biografía
Nacido en Osorno y siendo el cuarto de cinco hermanos, entró a estudiar construcción civil antes de ingresar a periodismo en la Pontificia Universidad Católica de Chile en 1961.
López Blanco trabajó en la campaña presidencial de Eduardo Frei Montalva en 1964. Tras el éxito de Frei Montalva, viajó a España, donde trabajó para la agencia EFE. En 1969, volvió a Chile a través de Vicente Pérez, en ese entonces director de prensa de Canal 13 y en 1974 se incorporó como presentador del informativo 24 Horas de ese canal.
En abril de 1974 se cambió a Televisión Nacional de Chile (TVN), convirtiéndose en presentador de 60 Minutos, el noticiero central de la señal estatal, entonces controlada por la dictadura militar.
En 1983, tras una conversación con Pinochet, quien fue padrino de su hija María Ignacia, le sugirió que llamara a elecciones. Días más tarde, López Blanco fue enviado como agregado de prensa en Colombia. Posteriormente, fue corresponsal de guerra en El Líbano, Irlanda del Norte y El Salvador. El 28 de marzo de 1982, reportando junto al camarógrafo Carlos Ruz Vieyra en ese último país, el vehículo en el que viajaban recibió 13 impactos de bala; una de ellas hirió de muerte a Ruz Vieyra.
En marzo de 1990, López Blanco renunció a TVN y en 1992 se incorporó como periodista de Megavisión.
Su retiro profesional fue en 2009 y se radicó en su natal Osorno en 2018.

## Controversias

### Participación en montaje de Rinconada de Maipú
El 19 de noviembre de 1975, los medios de comunicación de la época comunicaron la supuesta muerte de seis militantes del Partido Comunista y el Movimiento de Izquierda Revolucionaria, producto de un enfrentamiento con fuerza de seguridad de la dictadura militar en Rinconada de Maipú. En realidad, las seis personas habían sido asesinadas la noche anterior en el centro de tortura Villa Grimaldi. El evento fue posteriormente conocido como Montaje de Rinconada de Maipú.
En 2007, el Tribunal de Ética del Colegio de Periodistas de Chile determinó que López Blanco, junto a los periodistas Roberto Araya, Vicente Pérez Zurita y Manfredo Mayol fueron trasladados por la DINA al lugar para reportar el montaje como noticia. Por faltas graves al Código de Ética del Colegio de Periodistas, Julio López fue sancionado con censura pública y suspensión de su colegiatura por un año.
Al año siguiente, los familiares de las víctimas se querellaron contra cinco periodistas por presunta complicidad en crímenes de lesa humanidad: Claudio Sánchez, Roberto Araya, Vicente Pérez, Manfredo Mayol y el propio López Blanco.

### Inspiración fílmica
En enero de 2018, se estrenó la película chilena «Sapo», dirigida por Juan Pablo Ternicier, cuyo protagonista está basado en López Blanco y otros periodistas colaboradores de la dictadura como Pablo Honorato y Claudio Sánchez.